# Ballhaus Wedding
Das Ballhaus Wedding ist ein Ballhaus in der Wriezener Straße im Berliner Ortsteil Gesundbrunnen, das Ende des 19. Jahrhunderts als Teil einer Gaststätte errichtet wurde. In seinen mehr als einhundert Jahren hatte das Haus mehrere Eigentümer, war auch dem Verfall preisgegeben. Zwei Privatleute haben zu Beginn der 2020er Jahre die Immobilie gemietet, kümmern sich um die schrittweise Restaurierung und haben sie im Frühjahr 2022 als kulturelle Stätte wieder eröffnet.

## Geschichte

### Bau und Nutzung bis zum Ende des Zweiten Weltkriegs
Der Tanzpalast wurde bis zum Jahre 1899 als Teil eines Restaurants erbaut und bekam bei seiner Eröffnung den Namen Ballsaal. Es handelte sich um einen eingeschossigen, direkt an das Vorderhaus angefügten Bau auf der Hofseite. Zum Ballsaal gehörten kleinere Räumlichkeiten wie Toiletten, eine Garderobe und eine kleine Bar. Eine Kegelbahn vervollständigte das Freizeitangebot. Der große Raum wurde von mehrarmigen Kronleuchtern mit Muranoglas beleuchtet. Anstelle der abgetragenen Kegelbahn ließen spätere Besitzer einen Wintergarten anbauen. Der Ballsaal umfasste noch kleinere Nebenräume, die zusammen eine Grundfläche von über 350 m² aufwiesen. Wenige Jahre später wurde die Einrichtung vom Schankwirt R. Döhring weitergeführt.
Während der Weimarer Republik fanden diverse Tanz- und Vergnügungsveranstaltungen im Ballsaal statt.

### 1945 bis 1990
Nach dem Zweiten Weltkrieg verfiel der Ballsaal, die Kegelbahn wurde abgetragen und in einen Garten umgewandelt. In der Zeit vor der Wende hatte eine Gruppe Motorrad-Rocker den großen Raum gemietet, eine Wand eingezogen und Wände teilweise schwarz gestrichen. Auf der einen Seite schraubten sie an den Motorrädern, auf der anderen spielten sie Rockkonzerte.

### Zwischen 1990 und 2021
Nach dem Mauerfall kaufte die Münchnerin Sabine Atzberger den Ballsaal und bewahrte ihn vor dem weiteren Verfall. Mit ihrem späteren Mann hat sie den Saal aufwendig restauriert.
In den 1990ern bis in die 2000er Jahre nutzten die Fotografen Sascha Kramer und André Giogoli den Saal. Im Wintergarten verlegten sie Parkett aus dem Filmstudio Babelsberg, auf welchem schon Marlene Dietrich im Film Der blaue Engel getanzt hat.
Ab Mitte der 2000er Jahre bis Ende 2021 wurde der Saal von der Besitzerin als Ballsaal Studio betrieben. In dieser Zeit fanden viele Hochzeiten und Feiern, aber auch unzählige Fotoshootings und Filmdrehs statt, beispielsweise wurden Szenen für den Til-Schweiger-Film Zweiohrküken und zuletzt für Karoline Herfurths neuen Film Wunderschön gedreht. Es gab auch Konzerte des Berliner-Konzerthaus-Orchesters im Raum. Zuletzt schlossen die Besitzer einen Kooperationsvertrag mit Djamila Rempel und Robert Bittner, die während der Zeit in der Eventlocation ebenfalls Veranstaltungen durchführten.
Mitte der 2000er Jahre wurde der vordere Teil im Wohnhaus (das ehemalige Restaurant), welcher bis dahin als Wohnung diente, wieder mit dem Ballsaal vereint und für die Nutzung angepasst.

### Seit 2022
Im Jahr 2022 schlossen Djamila Rempel und Robert Bittner einen langfristigen Mietvertrag für den Ballsaal ab und haben ihn zu einem Kulturort umgebaut. Dafür wurde 2022 eine Crowdfunding-Kampagne gestartet, die rund 20.000 Euro erbringen sollte. Die Betreiber planen, das Ballhaus mit einer Mischung aus Theater, Varieté mit Artistik, Konzerten, politischen Salons, Filmpremieren, Lesungen, Kunstausstellungen und Großfeiern zu etablieren. Ende März 2022 fand die Eröffnungsfeier statt.

## Namensgebung
Der Name Ballhaus Wedding nimmt Bezug auf die frühere Zugehörigkeit der Einrichtung zum Bezirk Wedding, der 2001 als Ortsteil im neuformierten Großbezirk Mitte aufging. Der Vorsatz Ballhaus verweist auf die Hauptnutzung.